# Smithton (Pennsylvania)
Smithton is een plaats (borough) in de Amerikaanse staat Pennsylvania, en valt bestuurlijk gezien onder Westmoreland County.

## Demografie
Bij de volkstelling in 2000 werd het aantal inwoners vastgesteld op 444.
In 2006 is het aantal inwoners door het United States Census Bureau geschat op 418, een daling van 26 (-5,9%).

## Geografie
Volgens het United States Census Bureau beslaat de plaats een oppervlakte van
0,3 km², geheel bestaande uit land. Smithton ligt op ongeveer 273 m boven zeeniveau.